# Lako oklopno vozilo T2
Lako oklopno vozilo T2 ili skraćeno LOV T2 je hrvatsko borbeno oklopno vozilo nastalo na temelju LOV oklopnog vozila. Nikada nije ušlo u serijsku prozvodnju zbog nedostatka financijskih sredstava. Razvoj LOV T2 oklopnog vozila započeo je 1996. godine, a prvi prototip je dovršen 1997. godine. Promijenjen je izgled prednjeg djela oklopnog tijela, s novim neprobojnim staklima koja daju veću preglednost vozaču i suvozaču, vitlo koje je smiješteno u unutarnju stranu vozila, suvremena oprema i mogućnost ugradnje snažnijeg motora i automatske transmisije. 

## Karakteristike
LOV T2 je opremljen teškom strojnicom kalibra 12,7 mm brzine paljbe 500 metaka u minuti. Moguća je i ugradnja osmerocijevnog lansera raketa Obad kalibra 60 mm, maksimalnog dometa 8 kilometra.
Oklop LOV T2 vozila napravljen je od zavarenih ploča pancirnog čelika. Kombinacijom debljina i nagiba ploča dobiva se puna zaštita od vatre automatskog streljačkog oružja kalibra 7,62x51 milimetar (NATO standardni metak) s udaljenosti od 30 metara, te od krhotina topničkih granata koje eksplodiraju na udaljenosti 40 metara. Predni dio vozila napravljen je od vrlo malog broja ploha, što pokazuje vrlo dobru konstrukciju vozila. Ploče pancirnog čelika debljine su između 6 i 9 milimetara. razinu oklopne zaštite moguće je povećati postavljanje pasivnog oklopa od keramičkih pločica.
Pri razvoju LOV-a posebna pažnja je dana pokretljivosti, što je za izvidničko vozilo jako važna karakteristika. Prosječna brzina izvidničke inačice je 65 km/h, a maksimalna 100 km/h. Ugrađen je Dieselov motor tvrtke Torpedo BT6L912 s turbo punjačem i direktnim ubrizgavanjem goriva. Maksimalna snaga mu je 130 KS pri 2650 okretaja u minuti. To daje specifičnu snagu od 14,4 KS/t. Snaga se prenosi na sva četiri kotača (4x4) preko ručne transmisije s pet brzina. Bila je i opcija ugradnja snažnijeg motora s 150 KS i automatske transmisije s pet brzina, što bi olakšalo upravljanje vozilom. S maksimalnih 170 litara benzina u spremnicima, LOV T2 može prijeći između 500 do 700 km. LOV T2 nema amfibijske sposobnosti, što je jedna od loših strana tog vozila, s obzirom na to da se radi o izvidničkom vozilu. Kako bi se povećala pokretljivost po teškim terenima ugrađen je sustav centralne regulacije tlaka zraka u pneumaticima. Prilagođavanje se obavlja ručno iz kabine vozača, u rasponu od 0,7 do 4,5 bara. Sanjivanjem tlaka zraka u pneumaticima povećava se pokretljivost, ali smanjuje dopuštena brzina kretanja. U svaki je ugrađen i "run flat" umetak koji omogućava nastavak vožnje i s potpuno uništenim vanjskim dijelom pneumatika.

## Inačice
- LOV T2 RAK - Bila je zamišljena verzija LOV T2 vozila s 24-cijevnim automatskim lanserom raketa kalibra 128 mm, koji je smiješten na preuređen zadnji kraj kraj vozila. Domet standardne rakete iznosi 8,5 km, a poboljšana inačica ima domet 13,5 km. U stražnjem dijelu vozila ispod lansera je predviđen prostor za smještaj 24 pričuvne rakete, dok se u prednjem dijelu vozila nalazi posada.
- LOV T2 Z (zapovjedno vozilo) - Bila bi opremljena dodatnim sustavom veze i namijenjena zapovjednicima i zapovjedništvima taktičkih postrojbi koje svoje zadaće obavljaju u blizini bojišta.

Uz ove inačice, planirane su još i sanitetsko vozilo, vozilo za elektroničko djelovanje te vozilo za ABK zaštitu.